# 차탈회위크의 앉아 있는 여인상

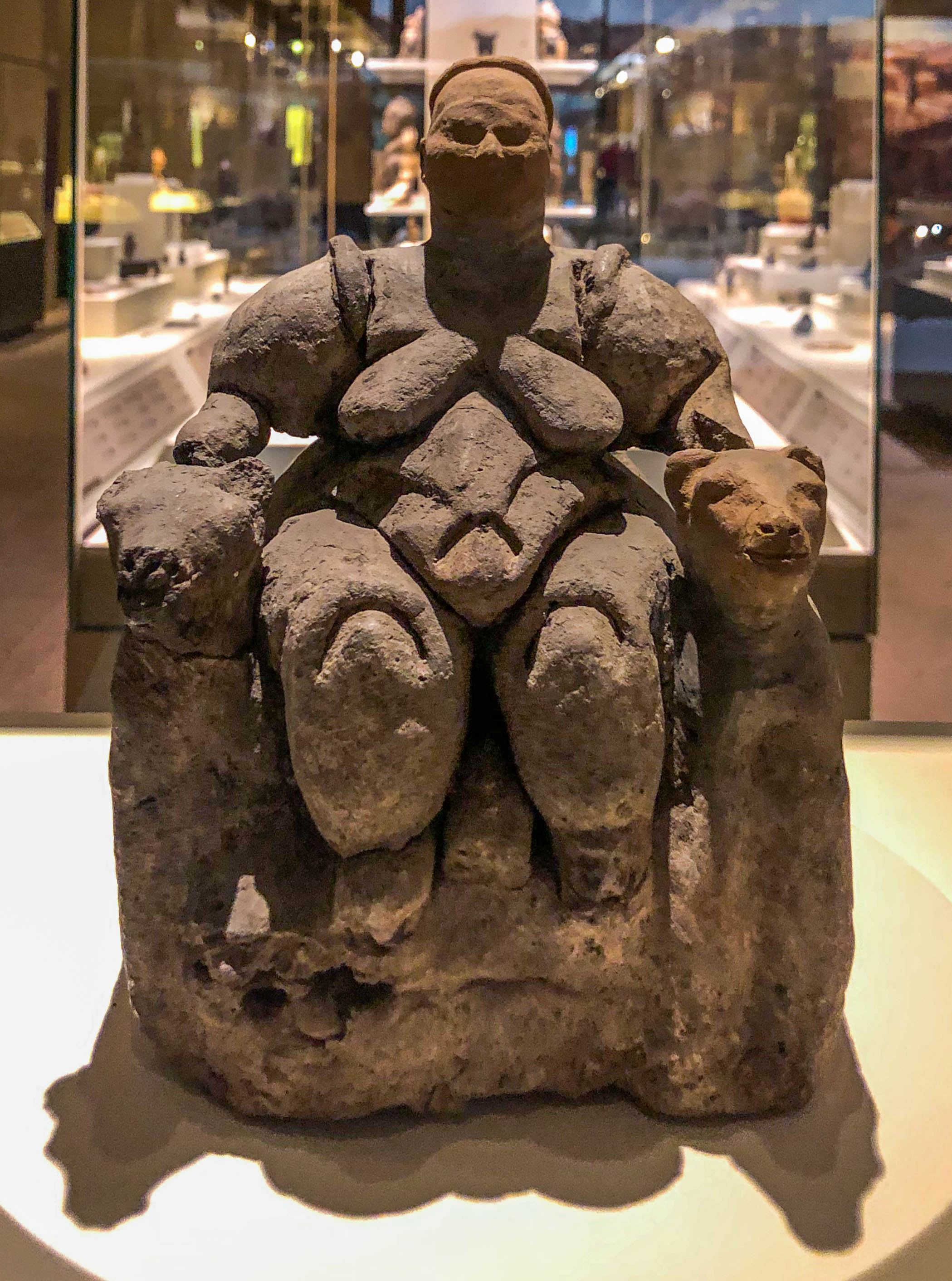
차탈회위크의 앉아 있는 여인상, 아나톨리아 문명 박물관

차탈회위크의 앉아 있는 여인상(Seated Woman of Çatalhöyük)은 튀르키예의 차탈회위크에서 발견된 신석기 시대의 나체 소조상이다. 고양이과 동물(암사자 또는 표범)의 머리 모양을 한 팔걸이가 있는 왕좌에 앉아 있는 포트니아 테론을 모티브로 하였다. 일반적으로 풍만하며 다산의 상징인 대지모신의 출산 장면을 묘사한 것으로 추정된다. 차탈회위크에서는 도상학적으로 유사한 소조상이 다수 발견되었는데, 선사 시대의 다른 풍만한 여신상과 유사하다.
여인상의 제작자는 알려지지 않았으며, 기원전 6000년경에 만들어졌다. 1961년 튀르키예의 차탈회위크에서 고고학자 제임스 멜라트가 발굴하였다. 발견 당시에는 머리와 오른쪽 팔걸이가 없어진 상태였으며 현재의 머리와 팔걸이는 복원한 것이다. 이 소조상은 튀르키예 앙카라의 아나톨리아 문명 박물관에서 소장하고 있다. 제임스 멜라트는 이 소조상이 차탈회위크에서 숭배한 다산의 여신을 나타낸다고 주장하였다.

## 같이 보기
- 키벨레

## 참고자료
- Mellaart, James : Çatal Hüyük, A Neolithic Town in Anatolia, London, 1967
- "아나톨리아 문명 박물관" 가이드북
- R. Tringham 박사의 강의, The Neolithic World of Çatalhöyük, University of Leuven